# Діти художника в японському саду
«Діти художника в японському саду» (ісп. Los hijos del pintor en el salón japonés) — картина іспанського живописця Маріано Фортуні. Створена у 1874 році. Зберігається у Музеї Прадо в Мадриді (інв. ном. P2931).

## Опис
У цій зухвало-новаторській роботі, яка залишилась незавершеною у зв'язку зі смертю художника, показані двоє дітей Фортуні, Марія Луїза і Маріано. Маріано, який облаштувався згодом у Венеції і став художником і відомим дизайнером, знаменитим своїми тканинами й сукнями, заповів картину музею Прадо у 1950 році.
Діти зображені розташованими на довгому дивані в японському саду Вілли Арата, у містечку Портічі, що поблизу Неаполя, де Фортуні провів літо 1874 року. Це сімейне полотно, не скуте жодними комерційними обмеженнями й виконане у найбільш індивідуальному стилі автора, було написане в дарунок тестю, художнику Федеріко де Мадрасо. Декоративні мотиви, вишуканість найтонших тканин, а також незвичне трактування кольору — все це вказує на вплив японської естетики, яка була надзвичайно модною в паризьких мистецьких колах у другій половині 19 століття. Кольорова витонченість, свобода мазка і швидка, розгониста техніка надають картині декоративну свіжість, не применшуючи при цьому відчуття реальності.